# Love Song (Duke Dumont)
Love Song is een nummer van de Britse dj Duke Dumont uit 2020. Het is de vierde single van zijn eerste album Duality.
De tekst van het nummer is gesampled uit 'Cause I Love You van Tower of Power-zanger Lenny Williams. "Love Song" werd enkel in Nederland een klein hitje. Het bereikte de 14e positie in de Nederlandse Tipparade.

## 538 Samen Sterk Edit
Het nummer werd uitgebracht in de periode dat veel landen in lockdown gingen vanwege de coronapandemie. Eind maart 2020 hebben Radio 538 dj's Mark Labrand en Wessel van Diepen, en producers Glenn Fischer en Koen de Jonge een speciale versie van het nummer uitgebracht. In deze versie zijn er, naast een rap van Ali B en fragmenten van luisteraars van Radio 538, ook stukken te horen uit de persconferentie van premier Mark Rutte en uit de speech van koning Willem-Alexander.